# Христофор Лікійський
Христофо́р Лікійський (грец. Χριστόφορος, лат. Christophorus — той, що несе Христа; — бл. 251), також знаний як Святий Христофор і Христофор-песиголовець — християнський великомученик ІІІ століття, визнається святим католицькою і православною церквами.
Патрон тих, хто в дорозі — мандрівників, водіїв, моряків; заступник у важких життєвих ситуаціях. За легендою був язичником на ім'я Репрев, що працював перенощиком подорожніх через брід. Одного разу коли він ніс дитину, вона виявилася надзвичайно важкою. Дізнавшись що ця дитина — Христос, а її вага — це тягар гріхів світу, Репрев прийняв від неї хрещення у річці й отримав нове ім'я — «Христофор». Страчений за віру у Малій Азії під час правління римського імператора Деція Траяна. У образотворчому мистецтві зображується із маленьким Христом на плечах.

## Житіє

### Східна традиція
У роки правління імператора Деція Траяна, чоловік, що носив ім'я Репрев (Ρεπρεβος, ср. лат. Reprobus «відринутий, засуджений, дурний») був захоплений у полон римлянами під час бою в Мармариці. Пізніше він служив у Numerus Marmaritarum (римська когорта Cohors III Valeria Marmaritarum) — підрозділ мармаритів (мармаридів) (вихідці з області Мармарика або представники берберського племені). Це була людина величезного зросту та жахливої поведінки, він був кіноцефалом (з головою собаки), як і всі представники цього племені. Інший варіант виникнення його собачої голови (ця легенда виникла на Кіпрі) — святий був дуже гарний, але, щоб уникнути спокус та жінок, що постійно його турбували, вмолив Господа спотворити його зовнішність.
Ще до хрещення Репрев сповідував віру в Христа і викривав тих, хто переслідував християн. За це він одного разу був побитий якимось Вакхом і прийняв побої зі смиренністю. Незабаром після цього були надіслані 200 воїнів, щоб привести його, відомого силача, до імператора Деція. Репрев підкорився без опору. В дорозі відбулися дива: жезл в руці святого розквітнув (пор. жезл Аарона), по молитві його помножилися калачі, яких бракувало в мандрівників, подібно множенню хлібів Ісусом Христом в пустелі. Воїни, що супроводжували Репрева, були вражені дивами, увірували в Христа і разом з Репревом були хрещені антіохійським єпископом — мучеником Вавілою.

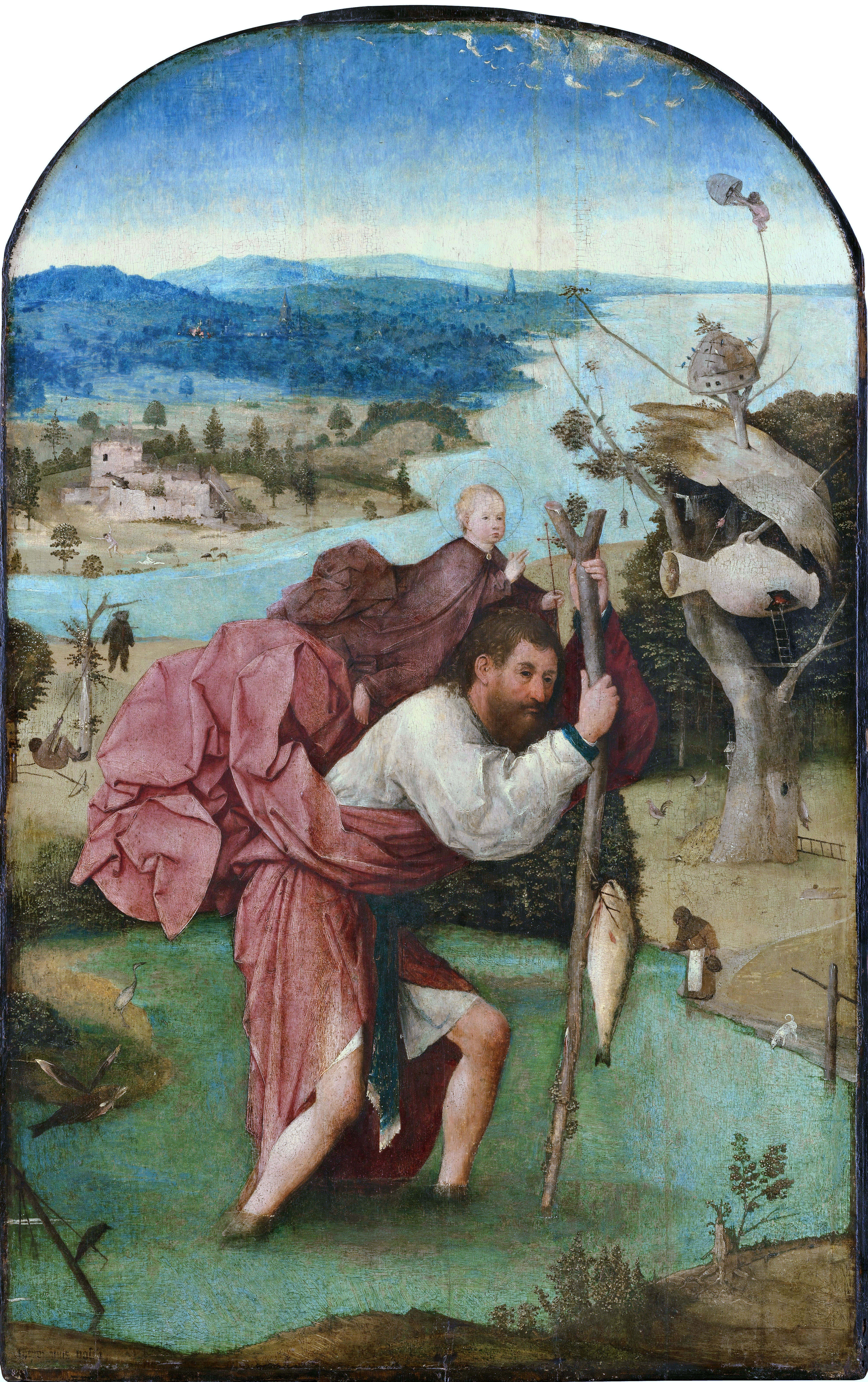
Св. Христофор. Ієронім Босх, музей Бойманса - ван Бенінгена, 1504-1505

Після хрещення Репрев отримав ім'я «Христофор» і став проповідувати християнську віру, використовуючи подаровану янголом можливість говорити незнайомою мовою лікійців (пр. глосолалія апостолів). Коли Христофор був доставлений до імператора, (варіант — губернатора Антіохії), той жахнувся його вигляду. Він вирішив змусити його зріктися Бога не насиллям, а хитрісттю. Децій закликав двох жінок-блудниць — Калінікію та Акіліну, та наказав їм змусити святого зріктися Христа та принести жертви римським богам. Але жінки, повернувшись до імператора, оголосили себе християнками, за що були жорстоко катовані та померли мученицями.
Децій присудив до страти воїнів, що були послані за святим Христофором, які прийняли Христа. Імператор наказав кинути мученика в розпечену мідну скриню. Проте святий Христофор не відчував страждань і залишився неушкодженим. Після багатьох жорстоких катувань мученику врешті-решт відрубали голову мечем. Його тіло назад до Александрії відвіз Петро Аталійський.

### Західна традиція
Одна з легенд говорить, що Христофор був римлянином величезного зросту, спочатку носив ім'я Репрев. Він прийняв християнство і почав служити Ісусові. Інші легенди говорять, що його ім'ям було Offero, і він народився в Ханаані. Здебільшого католицька традиція ґрунтується на «Золотій легенді» Якова Ворагінського.
Простодушний велетень Репро шукає самого могутнього володаря, щоб вступити до нього на службу. Він поступає на службу до царя, але розуміє, що той боїться диявола. Він пропонує свої послуги дияволу, але розуміє, що той тремтить, побачивши хреста.
Гігант відшукує святого самітника, і запитує його, яким чином він може служити Христу. Самітник відвів його до небезпечного броду через річку і сказав, що великий його ріст і сила роблять його відмінним кандидатом, щоб допомагати людям перетинати небезпечну воду. Він почав перевозити подорожніх на своїй спині.
Одного разу його попросив перенести через річку маленький хлопчик. Посеред річки він став настільки важкий, що Христофор злякався, як би вони обидва не потонули. Хлопчик сказав йому, що він — Христос і несе з собою всю тяготи світу. Потім Ісус хрестив Репрева в річці, і той отримав своє нове ім'я — Христофор, «той, що несе Христа».
Потім Немовля сказало Христофору, що той може увіткнути в землю гілку. Ця гілка чудесним чином зросла в плодоносне дерево. Це диво звернуло у віру багатьох. Розгніваний цим, місцевий правитель (або навіть римський імператор Децій — у західній традиції він виступає під іменем Дагнус), ув'язнив Христофора у в'язниці, де після довгих тортур той знайшов мученицьку загибель.
День пам'яті мученика Христофора у римо-католицькому мартирологу 25 липня.

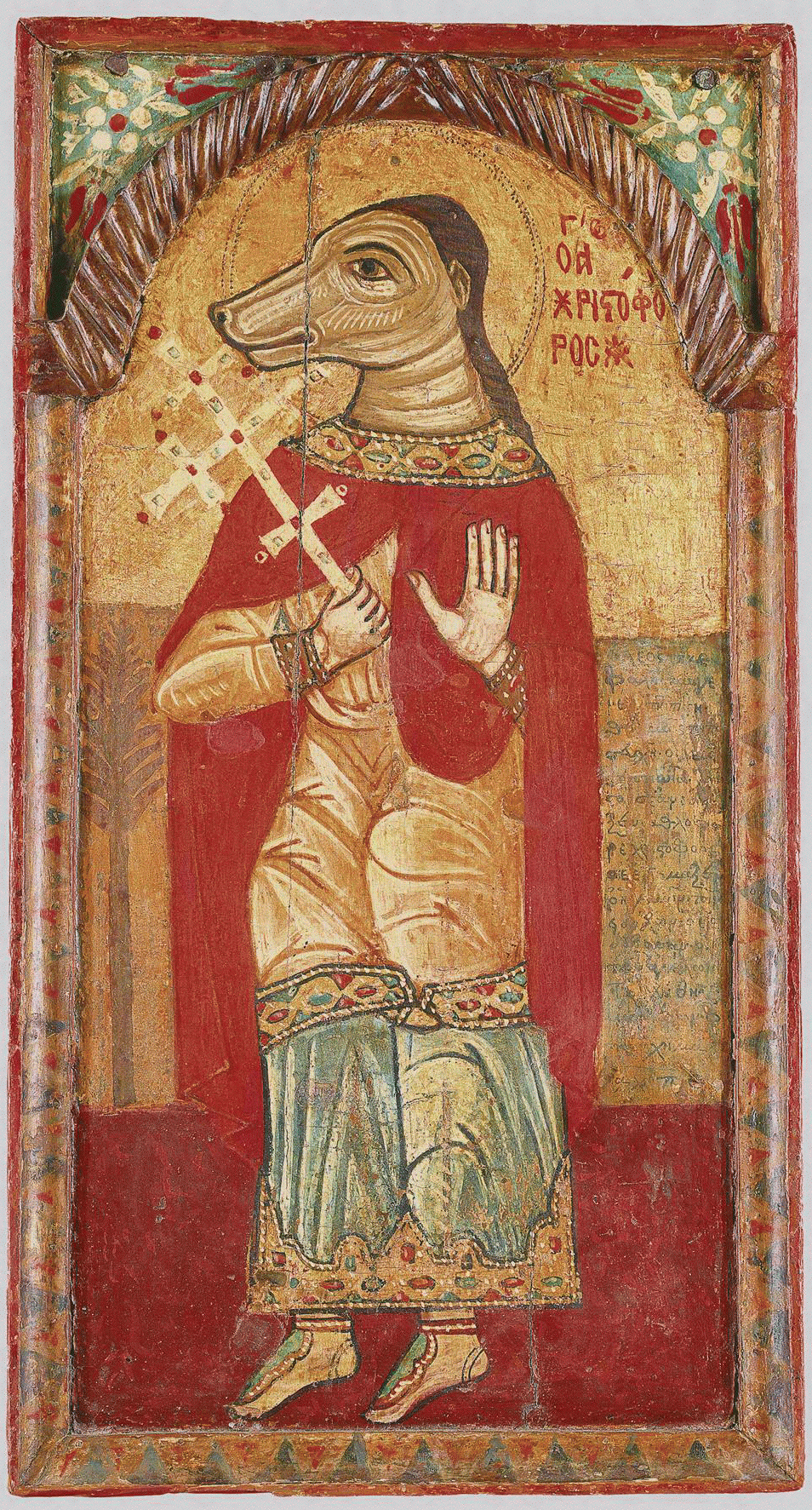
Св. Христофор-песиголовець (кінокефал). Візантійський і християнський музей в Афінах, XVII ст.

#### Легенди
Ця грецька легенда могла виникнути приблизно в VI столітті. У середині IX століття вона поширюється в Франції. Спочатку святий Христофор був простим мучеником, просто згадувався у старих мартирологах. Проста форма грецьких і латинських текстів пристрастей скоро поступилася місцем складнішим легендам. 983 року знаходимо їх у латинських прозових і віршованих текстах піддячого Вальтера Шпеєрського «Thesaurus anecdotorum novissimus».
Розповідь, що належить до XI ст., є в «Acta SS», і ще одна — в «Золотій легенді». Думка, виражена в імені святого, спочатку означала, що він прийняв Христа у своє серце, була витлумачена буквально, і він став нести Христа на своїх плечах. Словосполучення «великий мученик» також могло бути витлумачено буквально, і Христофор став людиною гігантського зростання.
Те, що існування мученика не може заперечуватися, було доведено єзуїтом Николасом Сераріусом (Nicholas Serarius) в «Litaneutici» (Кельн, 1609) і Моланусом (Molanus) в «De picturis et imaginibus sacris» (Лувен, 1570). Як розповідає «Acta SS», у церкві, посвяченій Христофору, уже в 532 році  було поховане тіло св. Ремігія, а св. Григорий Великий (VII ст.) згадує монастир св. Христофора. Найдавніші зображення святого датуються VI ст.

#### Неісторичність

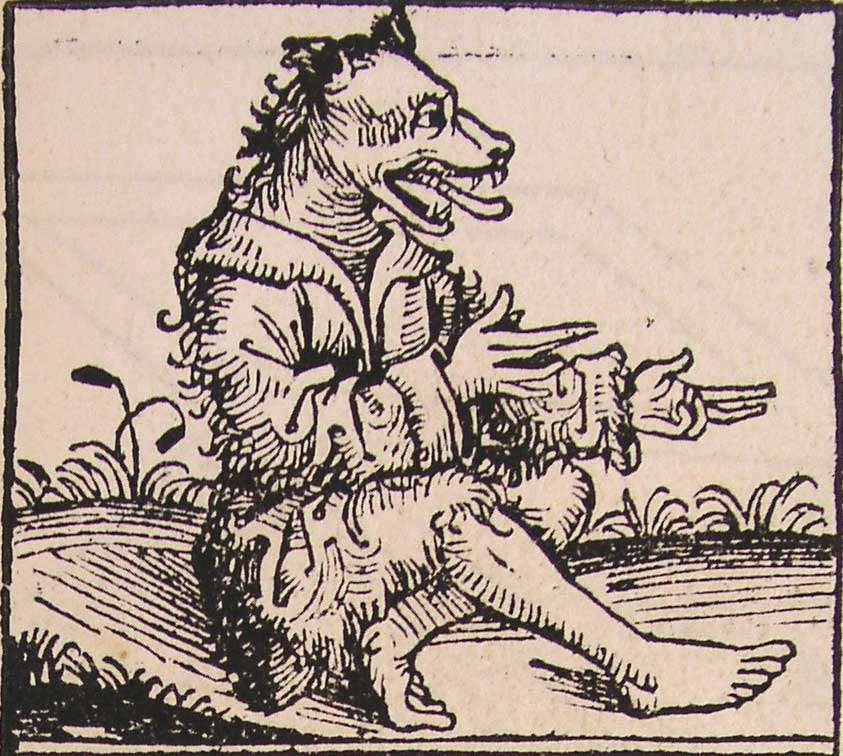
Оповідання про собакоголових людей почасту зустрічаються в оповідках про мандри в античності та середньовіччі починаючи з Геродотівського опису Скіфії

Шанування в католицизмі цієї неймовірної постаті різко критикувалося Еразмом Ротердамським у «Похвалі глупоті». День поминання Христофора був знижений Ватиканом до рівня місцевошанованих свят у 1969 р. через нестачу реальних свідчень про його існування. Але всупереч поширеній помилці, Христофор не був деканонізований, він все ще залишається святим католицької церкви.
Хоча збереглися свідоцтва про його життя переплітаються з розповідями про чудеса та явища, які погано сприймаються сучасної історіографією, все ж збереглося достатньо інформації, щоб спробувати намалювати картину його життя, прийнятну для сучасної людини.
Перше, на чому спотикаються сучасні агіографи — це згадка про те, що Христофор був собакоголовим людожером. Дана інформація повинна бути розглянута з точки зору того факту, що ці свідчення про Христофора дані його сучасниками. А для греко-римсько-перської ойкумени тієї епохи практика описувати всіх людей з «нецивілізованого» світу як людожерів, з звіриними частинами тіла, або навіть ще більш дивно — була дуже поширена, нехай навіть іноді використовувалася і метафорично. Пізніші покоління могли сприйняти цю метафору і гіперболу як факт.
Розглянута персона, як каже легенда, була у складі військового підрозділу, що складалося з марматанців (Marmaritae). Це плем'я було незалежним народом Мармарики (сучасна Лівія), яке відтіснили до кордонів після римської колонізації. Як людина з прикордонного племені він міг (в межах образної мови того часу) бути описаний, як собакоголовий. Різноманітні дива, що приписують йому східні легенди — звичні атрибути життя святих перших сторіч християнства.
Нарешті, твердження, що він був убитий в Антіохії, і його тіло було відвезено єпископом. Христофор не міг бути страчений на 4-му році правління імператора Деція, оскільки той правив тільки два роки. Можливо, все це відбувалося під час правління імператора з подібним звучанням імені — Максиміна Дази, тоді смерть святого припадає на 308 р. Щоправда, інформації про відвідування імператором Максиміном Антіохії не збереглося, до того ж, ймовірно, інформація про страту Христофора в особистій присутності цезаря — пізніша вигадка.
На жаль, нічого з цих фактів не дозволяє його ідентифікувати, як фактично існуючу людину. Грецькою його ім'я значить просто «той, що несе Христа», і в східній традиції це зіставляється з готовністю цього святого «нести хрест» — часта метафора для звернення до християнства. Його поганське ім'яReprebus — це просто«зацькований, поганий», так що сама історія його хрещення іншим ім'ям у двох словах зводиться до примітивного: «погана людина, що стала християнином».
Було припущено, що Святий Христофор — це та ж людина, що й коптський Святий Мена (Reprobras), чия могила IV ст. відома. Але жодних інших достовірних деталей і прямих зв'язків між ними немає.
Є ймовірність, що римський легіонер Репробус котрий став прообразом Христофора, мав хворобу гіпертрихоз або синдром перевертня, внаслідок чого, тіло людини разом з обличчям майже повністю покривається густим волоссям. Можливо чоловік, який згодом став християнським святим, отримав відповідний опис і прізвисько з приводу такої його незвичної зовнішності. Справжня причина іконографії Христофора-песиглавця, залишається досі невідомою.

## Мощі
У католицькому переданні, голова святого Христофора деякий час зберігалась у Константинополі, а потім була перевезена у 809 році на острів Раб в подарунок місцевій єпархії від патріарха Никифора. На сьогоднішній день, позолочений релікварій з черепом святого Христофора, зберігається в музеї сакрального мистецтва церкви святої Юстини міста Раб в Хорватії.

У провославній конфесії, існує письмове свідоцтво архідиякона Павла Алеппського, який, відвідавши Москву в середині XVII сторіччя, брав участь в обряді «чину омивання мощей». Перераховуючи різні реліквії Благовіщенського собору Московського кремля, він описав ціловану псову голову святого Христофора: 

## Православ'я

### Московія
Візантійська і московська православна традиція описує його як людину величезних розмірів і страшної поведінки. Христофор був канібілом з кіноцефалією (головою пса замість людини), як усі з його племені мармарітів (лат. marmaritae — вважається, що це було берберське плем'я з Киренаїки), що був взятий в полон у північній Африці. На багатьох московських іконах він зоображається з головою пса. Православний гімн в день прославлення Святого Христофора — 9 травня, подає опис і деталі про святого і легенду про обличчя пса: Христофор, Великий Мученик (Контакіон Тон 4): «Твоя будова була вражаючою і твоє обличчя жахаючим. / Ти добровільно зазнав травми від свого народу. / Мужчини та жінки намагалися розбудити в тобі вогні пристрасті, / але замість того вони послідували за тобою до твого мучеництва. / Ти є нашим міцним захисником, о великий мученик Христофор!»
Указом від 21 травня 1722 року, Святійший синод заборонив написання ікон Христофора-песиголовця, постановивши:
Між тим, старообрядці продовжують почитання Христофора-песиголовця й донині.

### Україна
У збірці п'єс Олеся Барліга «Звірі подивляться замість тебе» художня інтерпретація образу Святого зустрічається у двох текстах. Твір «Іще не догоріла темнота» поєднує його із портретом Харона у сновидінні головних персонажів. Один з центральних героїв драми «Демона викликаю, Тамаро» мешканець світу до якого потрапляють душі самогубць. Його звуть Ребребус і він постає у творі, як найвродливіший чоловік у світі, що є посиланням на одну з версій життя Святого у східній традиції.
У Львові є зорбражений святий Христофор біля пабу «Христофор».

## Патрон
- Греція: Агрініон
- Куба: Гавана
- Литва: Вільнюс
- Нідерланди: Рурмонд

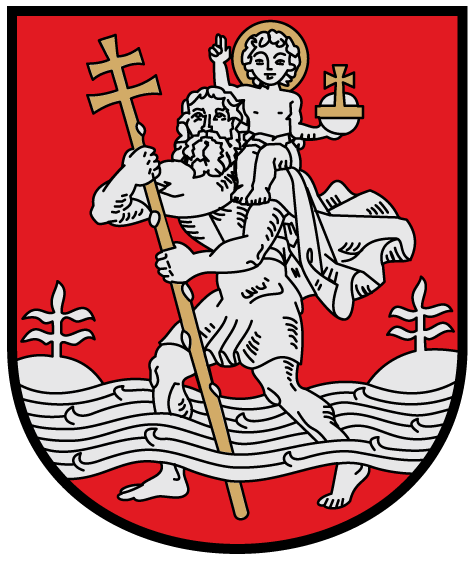
Герб Вільнюса зі Св. Христофором

- Німеччина: Баден, Брауншвейг, Мекленбург
- Португалія:
  - муніципалітети: Мондін-де-Башту, Овар
  - парафії: Масінята-ду-Вога, Ногейра-да-Режедора
- Хорватія: Раб
- Острів Святого Христофора (Сент-Кіттс)